# Ashraf Fayadh
Ashraf Fayadh (a menudo transcrito Ashraf Fayad, en árabe: اشرف فياض‎, nacido en 1980 en Abha, Arabia Saudita) es un artista y poeta palestino residente en Arabia Saudita.

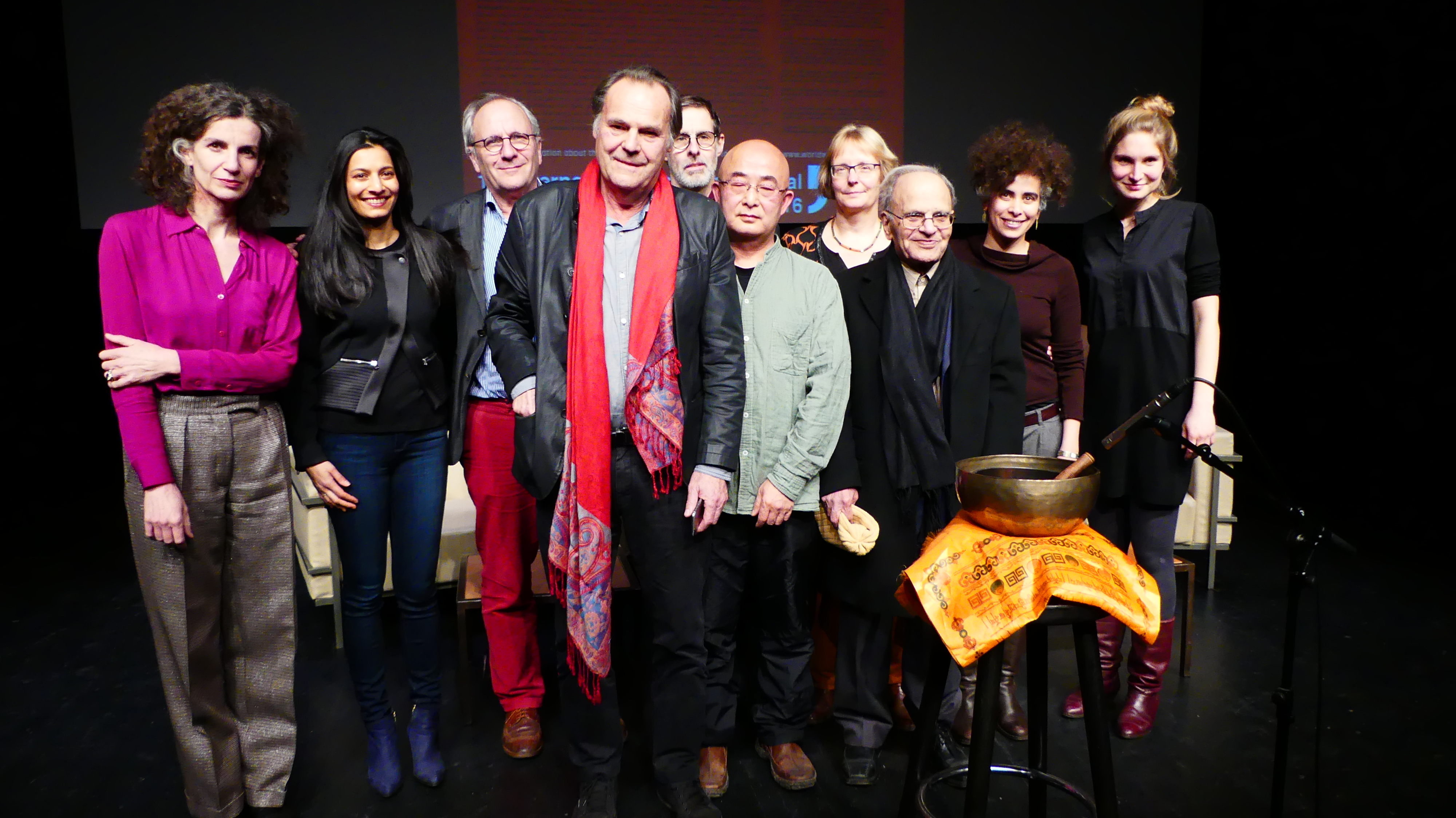
El Festival Internacional de Literatura de Berlín publicó un llamamiento para apoyar a Ashraf Fayadh el 14 de enero de 2016.

Participó en varias exposiciones internacionales, incluso en la Bienal de Venecia. Promovió el arte saudí contemporáneo en varios ámbitos; integró la organización árabe-británica Edge of Arabia.
En noviembre de 2015 fue condenado a muerte en Arabia Saudita por "apostasía" con motivo de su libro Instrucciones en el interior, publicado en 2008. Una ola de indignación recorrió el mundo y durante los siguientes meses organizaciones en favor de los derechos humanos se manifestaron en contra de la condena, se pusieron en marcha en todo Occidente recogidas de firmas, se programaron lecturas de los poemas de Fayadh y se organizaron todo tipo de homenajes y peticiones.
A principios de febrero de 2016 su pena fue conmutada por la de ocho años de prisión y 800 latigazos.
En mayo del mismo año se publicó el libro Palabras para Ashraf, en el que colaboran más de sesenta escritores, la mayor parte españoles (entre ellos Antonio Gamoneda, Félix de Azúa, Jaime Siles, Juan Carlos Mestre o Joaquín Leguina) y alguno hispanoamericano (como Isaac Goldemberg o Fernando Báez), para reclamar atención sobre el caso de Ashraf y pedir su liberación.